# Yron
Der Yron ist ein gut siebenunddreißig Kilometer langes Flüsschen, das in der Region Grand Est durch die Départements Meurthe-et-Moselle und Meuse verläuft. Er ist ein rechter und südwestlicher Zufluss der Orne.

## Geographie

### Verlauf
Der Yron entspringt auf einer Höhe von etwa 332 m  im Regionalen Naturpark Lothringen, im Gemeindegebiet von Vigneulles-lès-Hattonchâtel.
Er entwässert generell in nordöstlicher Richtung durch eine seenreiche Landschaft, durchquert dabei die Départements Meuse und Meurthe-et-Moselle und mündet schließlich an der Gemeindegrenze von Jarny und Conflans-en-Jarnisy auf einer Höhe von ungefähr 189 m von rechts in die Orne.
Der 37,4 km lange Lauf des Yron endet ungefähr 143 Höhenmeter unterhalb des Ursprungs seiner Quelle, er hat somit ein mittleres Sohlgefälle von etwa 3,8 ‰.

### Zuflüsse
Reihenfolge von der Quelle zur Mündung. Daten nach SANDRE.
- Ruisseau de l’Étang de Petit Étang (links), 0,3 km
- Ruisseau de l’Étang de Chiterne (rechts), 1,7 km
- Ruisseau de l’Étang de Belian (links), 2,4 km
- Ruisseau d’Hattonville (Ruisseau de Moulin) (links), 11,4 km
- Ruisseau des Parrois (links), 13,9 km
- Ruisseau de Xonville (rechts), 10,6 km
- Ruisseau du Fond de Chaumont (rechts), 5,8 km
- Ruisseau de Geruville (links), 5,2 km
- Longeau (links), 37,5 km, 213,8 km², 2,17 m³/s

### Orte am Fluss
(Reihenfolge in Fließrichtung)
- Vigneulles-lès-Hattonchâtel
- Lachaussée
- Hannonville-Suzémont
- Ville-sur-Yron
- Jarny
- Conflans-en-Jarnisy

## Hydrologie
An der Mündung des Yron in die Orne beträgt die mittlere Abflussmenge (MQ) 3,68 m³/s; das Einzugsgebiet umfasst hier 377,3 km².
Für den Pegel Jarny  wurde über einen Zeitraum von 44 Jahren (1960–2003) die durchschnittliche jährliche Abflussmenge des Yron berechnet.
Im langjährigen Mittel beträgt die jährliche durchschnittliche Abflussmenge 4,01 m³/s. Die höchsten Wasserstände werden in den Wintermonaten Dezember bis März gemessen. Die Abflussmenge erreicht dabei mit 8,02 m³/s im Februar ihr Maximum. Von April an geht die Schüttung Monat für Monat merklich zurück und fällt im September mit 0,95 m³/s auf ihren niedrigsten Stand, um danach wieder bis Dezember von Monat zu Monat anzusteigen.
Der  monatliche mittlere Abfluss (MQ) des Yron in m³/s,
 an der hydrologischen Station Jarny 
Daten aus den Werten der Jahre 1960–2003 berechnet